# 白马造船厂
白马造船厂，是中华人民共和国福建省的造船企业，始建于1965年，位于福建省宁德市福安市。与马尾船厂、东南船厂及厦门船厂并称为福建省四大骨干造船企业。
该船舶生产商于2013年起承担中国人民解放军海军的072A型登陆舰的第二批次建造任务，一共完成三艘072A型登陆舰的建造工作并交付海军服役，分别为舷号914的武夷山号、915徂徕山号以及917五台山号。